# Stegnosperma watsonii
Stegnosperma watsonii är en tvåhjärtbladig växtart som beskrevs av David James Rogers. Stegnosperma watsonii ingår i släktet Stegnosperma och familjen Stegnospermataceae. Inga underarter finns listade i Catalogue of Life.